# Lidija Popova
Lidija Popova (in russo Лидия П. Попова?; fl. XX secolo) è stata una pattinatrice artistica su ghiaccio russa.

## Carriera
Ha vinto la medaglia di bronzo al Campionato mondiale nel 1908 pattinando insieme a A. L. Fischer.

## Palmarès

### Individuale femminile
| Evento                     | 1911 |
| -------------------------- | ---- |
| Campionati nazionali russi | 2°   |

### Coppie
Con A. L. Fischer
| Evento              | 1908 |
| ------------------- | ---- |
| Campionati mondiali | 3°   |